# 東平洲
東平洲是香港最東北的島嶼，屬香港十八區的大埔區，位於大鵬灣，其東面對岸為深圳的廣東大鵬液化天然氣接收站及南澳鎮，兩者距離比和香港陸地還要近。東平洲全島面積1.16平方公里。
2006年，東平洲在由香港郊野公園之友會、國際獅子總會港澳303區及漁農自然護理署所舉辦的「香港十大勝景選舉」中獲第二名。

## 地理

### 地質
東平洲為船灣郊野公園（擴建部份）其中一個島嶼，其附近海域則為香港第四個海岸公園——東平洲海岸公園管轄。其主要由有5,000-6,500萬年歷史的粉砂岩（siltstone）及少量燧石（chert）構成，地質學上屬平洲組（Ping Chau Formation），屬香港境內出露的最年輕岩石，岸邊有貝殼及珊瑚生長。東平洲以「三平一奇」見稱，分別為石平、海平、島平、石奇。這個細小海島地勢平緩，最高峰鶴岩頂僅海拔48米高，確實是名副其實的「平洲」。加上如海蝕平台及海蝕洞等海蝕地貌，成為郊外旅遊及地理考察的熱點。

### 氣候
| 東平州 (1993-2025)  | 東平州 (1993-2025) | 東平州 (1993-2025) | 東平州 (1993-2025) | 東平州 (1993-2025) | 東平州 (1993-2025) | 東平州 (1993-2025) | 東平州 (1993-2025) | 東平州 (1993-2025) | 東平州 (1993-2025) | 東平州 (1993-2025) | 東平州 (1993-2025) | 東平州 (1993-2025) | 東平州 (1993-2025) |
| 月份                | 1月                | 2月                | 3月                | 4月                | 5月                | 6月                | 7月                | 8月                | 9月                | 10月               | 11月               | 12月               | 全年               |
| ------------------- | ------------------ | ------------------ | ------------------ | ------------------ | ------------------ | ------------------ | ------------------ | ------------------ | ------------------ | ------------------ | ------------------ | ------------------ | ------------------ |
| 历史最高温 °C（°F） | 29.7 (85.5)        | 29.4 (84.9)        | 31.0 (87.8)        | 33.7 (92.7)        | 36.6 (97.9)        | 36.6 (97.9)        | 37.7 (99.9)        | 38.1 (100.6)       | 37.6 (99.7)        | 35.5 (95.9)        | 34.3 (93.7)        | 30.0 (86.0)        | 38.1 (100.6)       |
| 平均高温 °C（°F）   | 20.0 (68.0)        | 20.6 (69.1)        | 22.5 (72.5)        | 25.8 (78.4)        | 28.8 (83.8)        | 30.3 (86.5)        | 31.4 (88.5)        | 31.4 (88.5)        | 31.3 (88.3)        | 29.1 (84.4)        | 25.8 (78.4)        | 21.5 (70.7)        | 26.5 (79.7)        |
| 日均气温 °C（°F）   | 15.7 (60.3)        | 16.5 (61.7)        | 18.7 (65.7)        | 22.2 (72.0)        | 25.3 (77.5)        | 27.4 (81.3)        | 27.9 (82.2)        | 27.8 (82.0)        | 27.3 (81.1)        | 24.9 (76.8)        | 21.6 (70.9)        | 16.9 (62.4)        | 22.6 (72.7)        |
| 平均低温 °C（°F）   | 12.8 (55.0)        | 13.9 (57.0)        | 16.3 (61.3)        | 19.9 (67.8)        | 23.1 (73.6)        | 25.4 (77.7)        | 25.7 (78.3)        | 25.5 (77.9)        | 24.8 (76.6)        | 22.4 (72.3)        | 18.7 (65.7)        | 14.0 (57.2)        | 20.1 (68.2)        |
| 历史最低温 °C（°F） | 2.0 (35.6)         | 3.5 (38.3)         | 6.3 (43.3)         | 9.3 (48.7)         | 14.5 (58.1)        | 19.3 (66.7)        | 22.3 (72.1)        | 22.7 (72.9)        | 18.1 (64.6)        | 14.7 (58.5)        | 8.3 (46.9)         | 3.1 (37.6)         | 2.0 (35.6)         |
| 来源：香港天文台    |                    |                    |                    |                    |                    |                    |                    |                    |                    |                    |                    |                    |                    |

### 行政區劃
由於東平洲人口稀少，只有街渡連接深涌、荔枝莊、塔門、黃石碼頭、海下等地，所以與該等鄉村範圍一同劃為大埔區議會西貢北選區之內。此外，由於全島範圍均屬鄉村性質，其鄉村事務亦由西貢北鄉事委員會代表在大埔區議會參與。

### 人口
東平洲在19世紀初島上人口曾達約二千人。但自1898年起，清政府與英國簽訂《展拓香港界址專條》，把深圳河、后海灣以南及大鵬半島以西的新界地區租借給英國99年。而根據此條約，東平洲也在此界線以內。
1940年代初，日本入侵華南，很多城市以及香港淪陷。在1941年，港日政府推行歸鄉政策，不少香港人被迫遷至廣東省內，當中也有不少平洲人北移。
由於交通非常不便，地硬缺水，漁農業難以發展，大部分東平洲原居民已經遷至市區定居，現在平日只有約十戶人定居在島上五條村，包括洲尾、大塘、沙頭、洲頭及奶頭。需要郵寄至東平洲的信件一般會放在設於馬料水公眾碼頭的居民信箱中。東平洲亦有香港水警駐守。原居民亦會在星期六、星期日及公眾假日返回東平洲做生意。
2014年11月23日，東平洲村民發起「斬樹行動」，宣示土地擁有權。鄉議局動員近四百人，以準備復耕名義在奶頭村一塊被納入郊野公園範圍的私人土地上，清除野草雜樹，要求當局將東平洲剔出郊野公園範圍，另有人批評由漁農自然護理署管理的世界地質公園設施失修，令本港蒙羞。

### 交通
翠華船務營運來往馬料水公眾碼頭（鄰近港鐵東鐵綫大學站，由大學站步行至渡輪碼頭大約10-15分鐘）至東平洲的渡輪服務，但只在星期六、日及公眾假期營運，其中只有星期六提供09:00和15:30共2班船往東平洲，星期日和公眾假期（年初一和年初二除外）只有1班（09:00）；回程時間為17:15，航程約1.5小時。

### 通訊
東平洲是全港少數有村落而無法與香港通訊的鄉鎮，這是因為由於香港在東部的通訊發射站較少、訊號較微弱，基本上在大赤門以東一帶的大鵬灣離島，塔門一帶可接收到較穩定的香港訊號，其餘的鄉郊地區可接收到深圳的電話訊號。如要與香港電話用戶聯絡，用家必須透過漫遊服務，或另購主要於中國大陸使用的通訊卡才可以做到。
由於遠離香港的訊號發射站，在東平洲不能使用一般接收電視台、電台頻道的設備接收香港的頻道，但仍可接收到來自深圳、惠州，以至河源等廣東東部地區的訊號廣播。

### 旅遊景點

#### 天后宮
位於東平洲亞媽灣，超過兩百年歷史（廟内銅鐘佐證），由平洲奶頭、沙頭及洲頭三條村的村民合力興建。
天后宮主要供奉天后， 旁有陪神洪聖和太歲(殷郊)手執有三義的大玲。廟內右壁懸挂乾隆三十年（1765）仲秋吉旦萬明爐造銅鐘一口，廟外墻上懸挂1970年重修鳴謝銅牌一面。
天后宮為兩進建築， 傳統琉璃瓦頂，屋脊有鰲魚裝飾， 廟前壁畫獨特，不是傳統吉祥或意頭圖案，而是東平洲常見的海岸生物，如海參、海蛞蝓、珊瑚、蘆兜和仙人掌等。天后宮本為千層石築成，1970年重修時，改為三合土築成。此廟2010年被評爲三級歷史建築。
村民每逢譚公誕都會舉行神功戲，酬謝天后及譚公過去一年保佑村民。1960年代終開始，島上村民逐漸遷出，已不再舉辦神功戲。現在，村民只會在重要節日才會返回東平洲祭祀。

#### 譚大仙廟
與東平洲的天后廟一樣，均是一進式建築的廟宇，神像位於中軸線之上，左右對稱；而神像前有一門亦有用作擋剎的擋中。廟內亦掛有用作奉獻之用的掛帳，亦是由李氏、詹氏家族作出的奉獻。而廟內一橫樑，刻有“上樑文”，樑上刻有“光緒三十一年次歲”等字樣，這可考證其興建年份，所以此廟可能興建於光緒三十一年(1904-5年)。另外，還放有當時重修時所立的『西貢北約區平洲島重修天后宮譚公廟募捐芳名』的碑，亦可作考證之用。

## 圖集

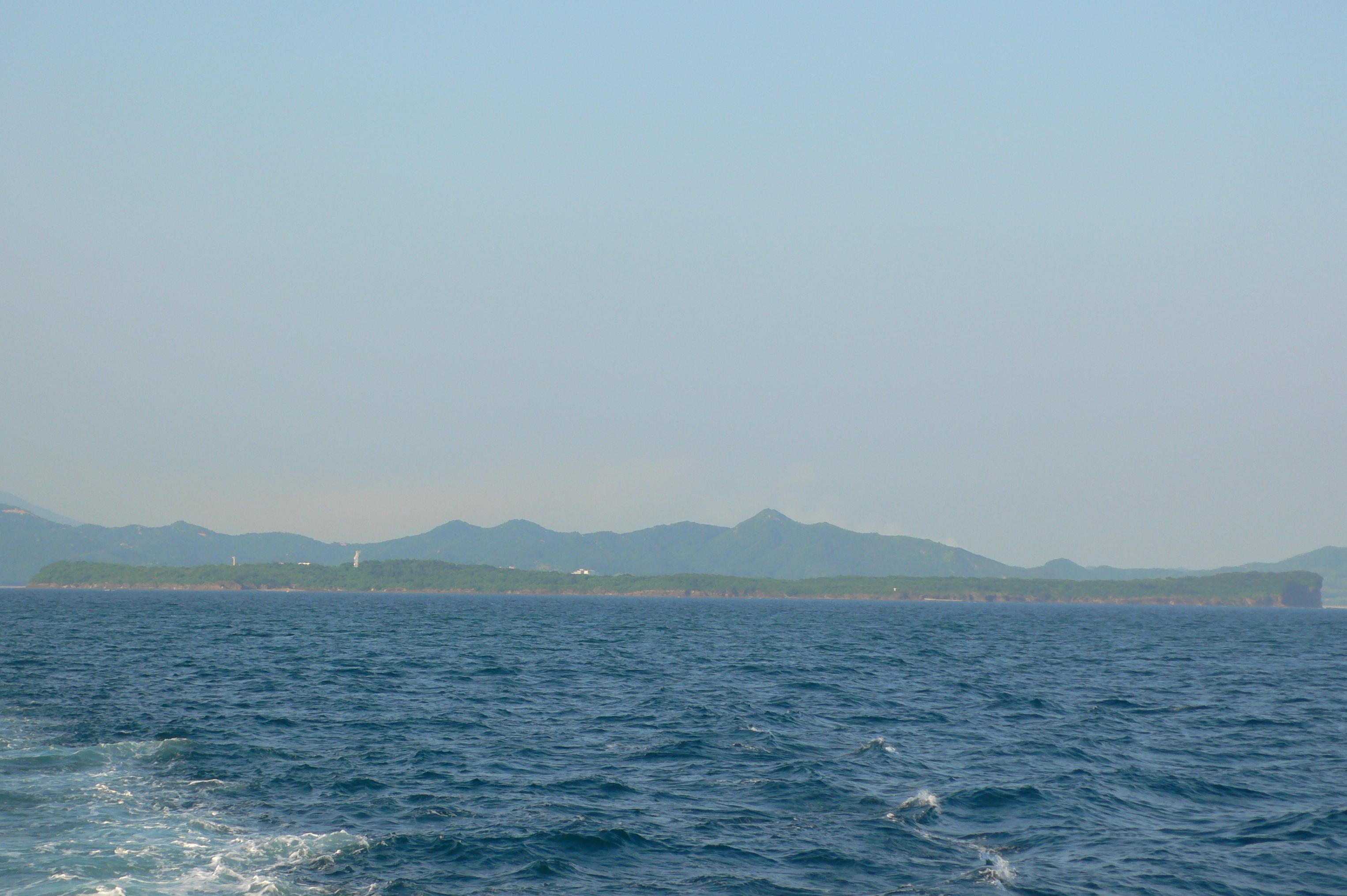
東平洲（鏡頭向東北方）
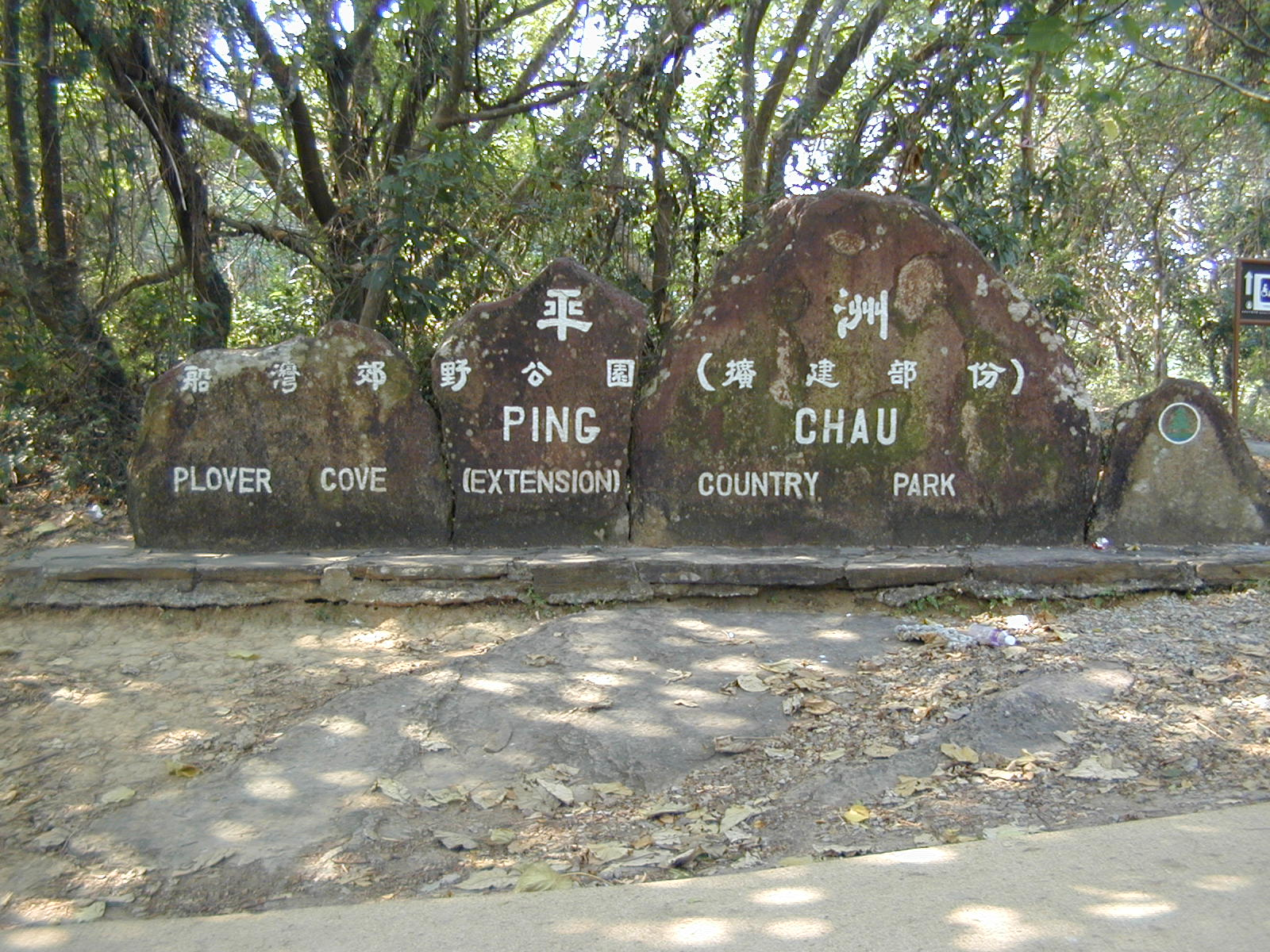
東平洲──船灣郊野公園（擴建部份）
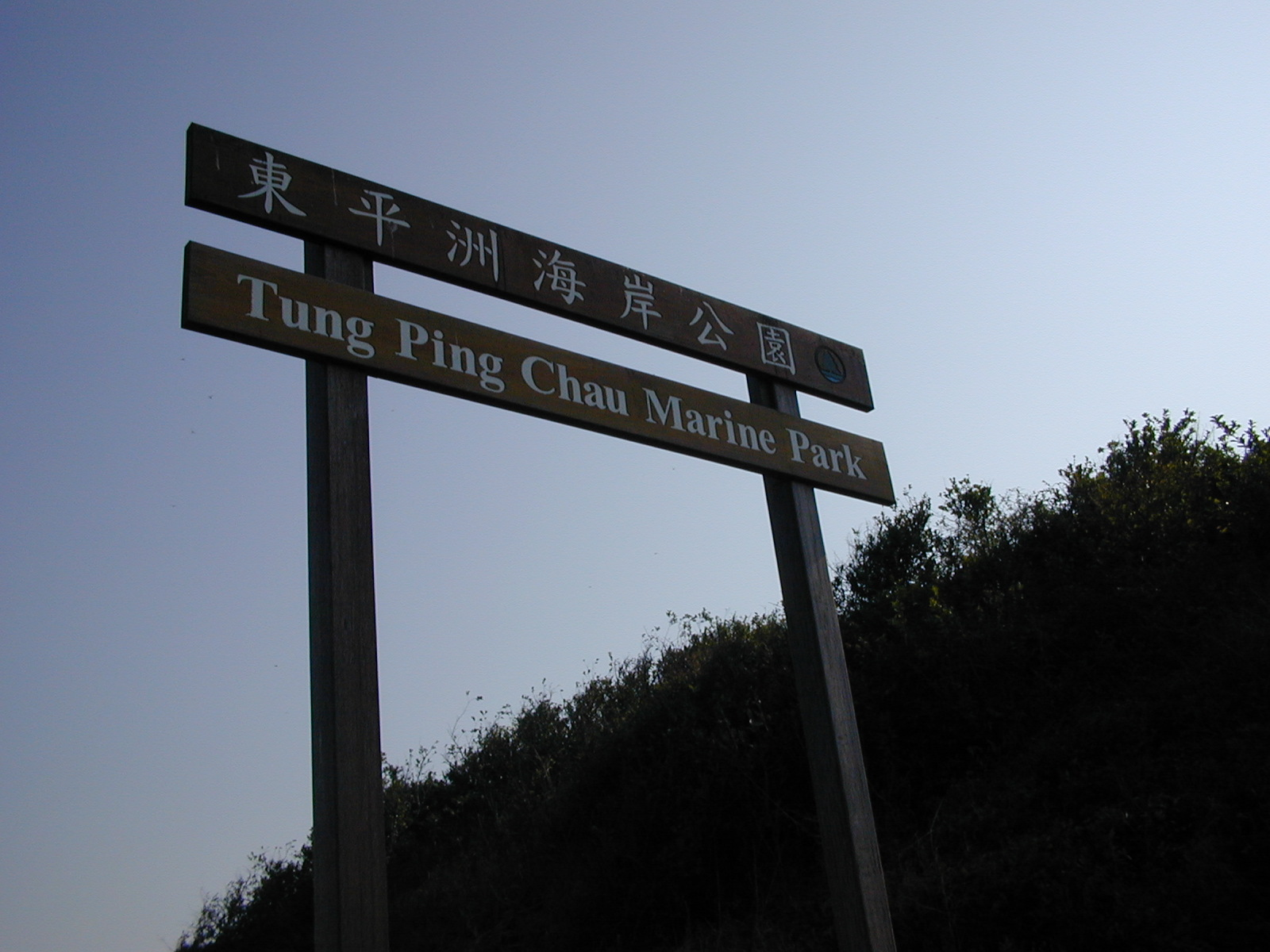
東平洲海岸公園
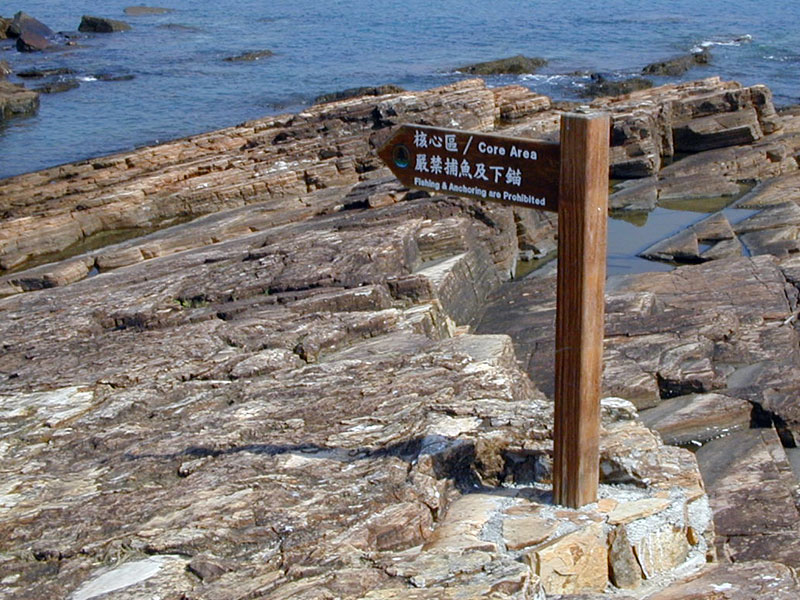
標示核心區的標示柱
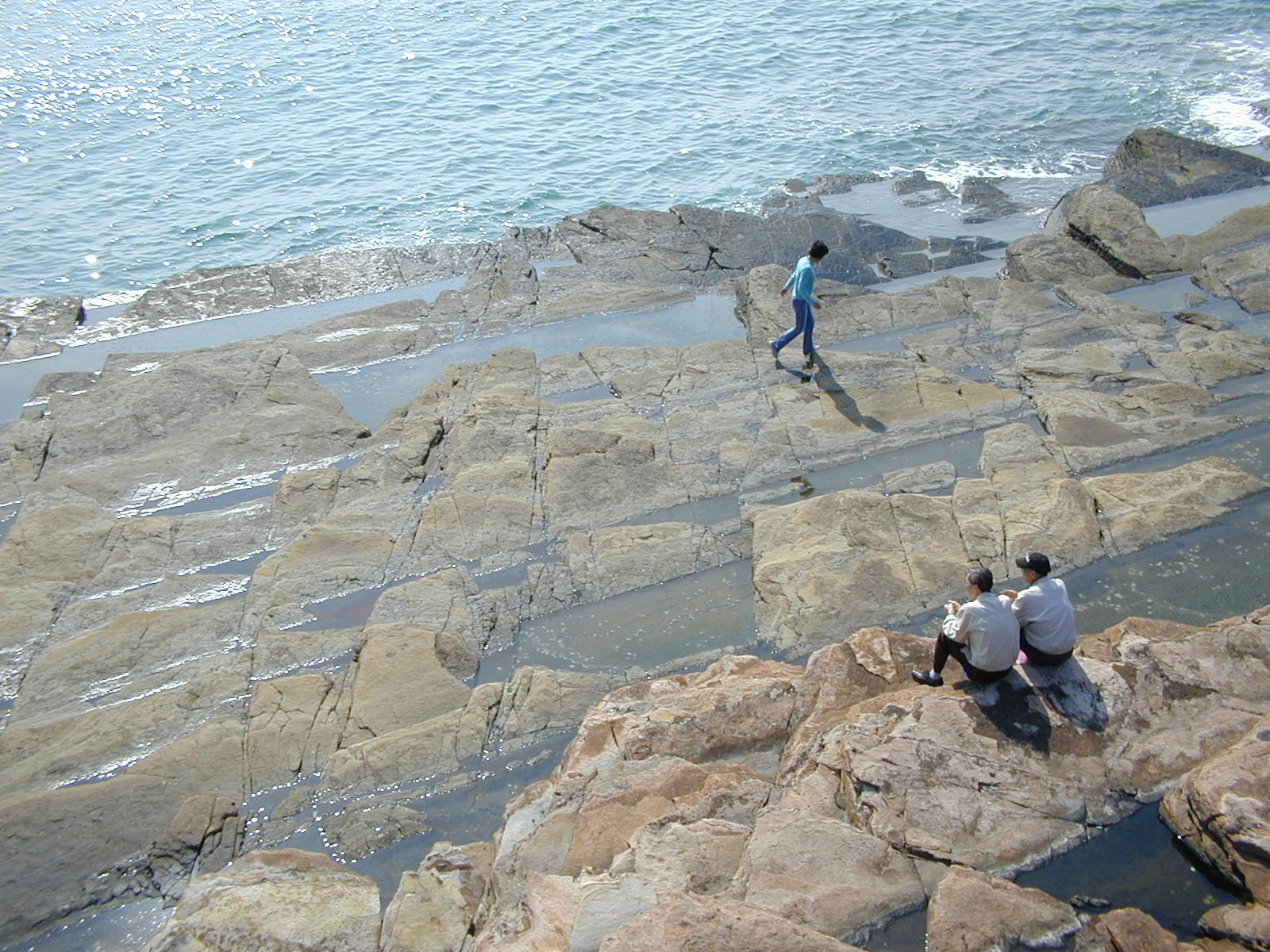
東平洲海蝕平臺
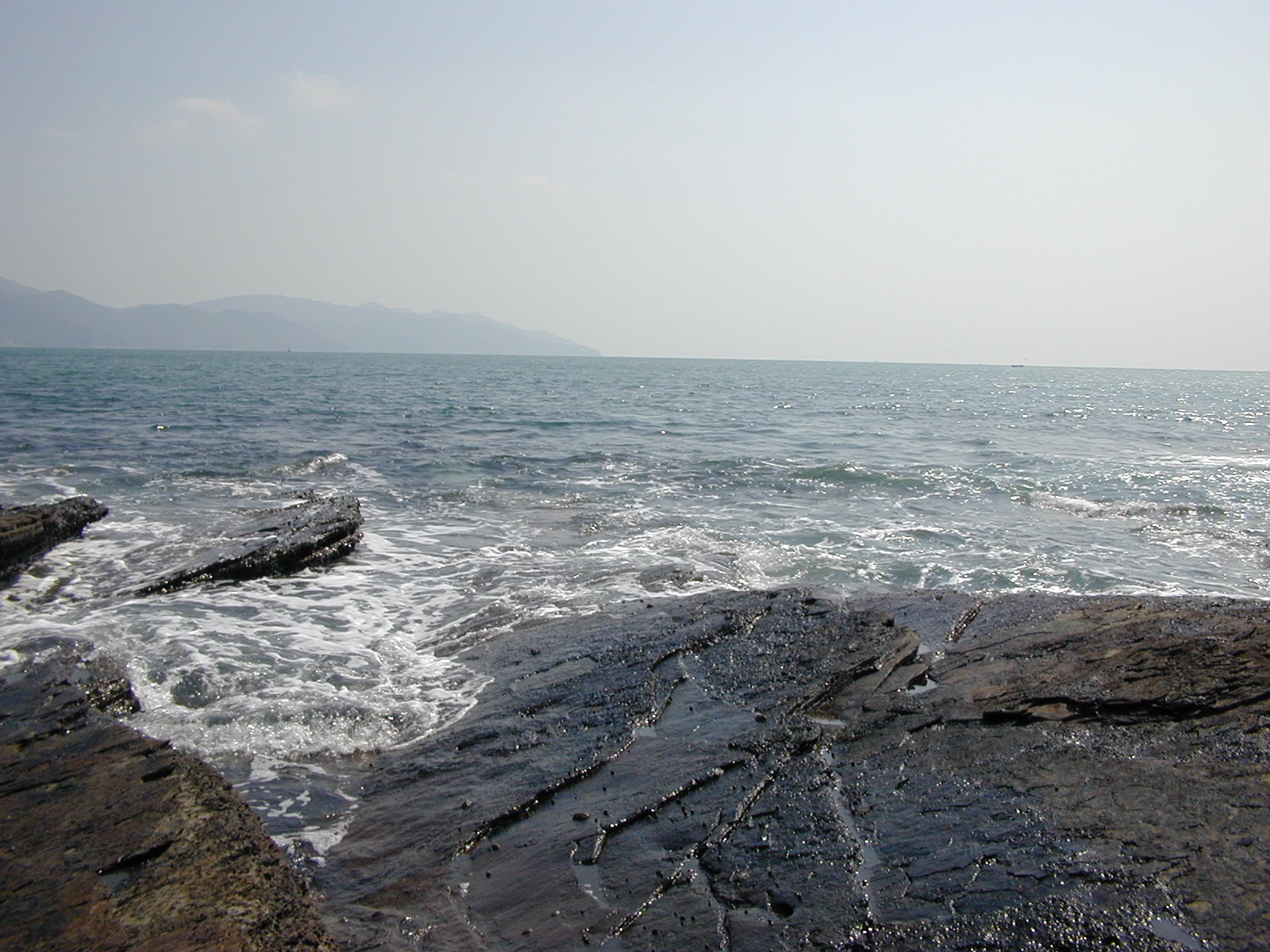
潮漲時的海蝕平臺
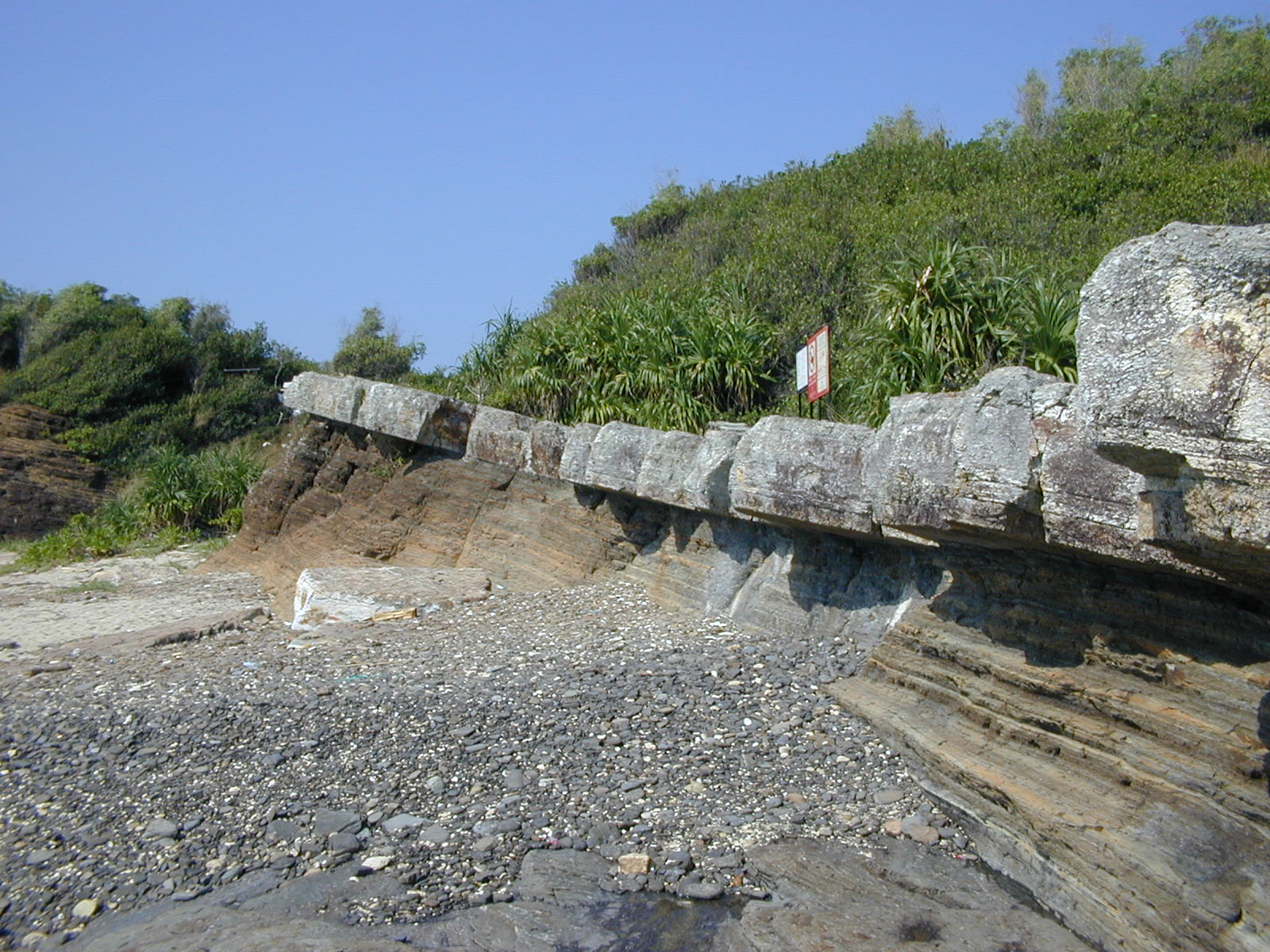
東平洲名勝:龍落水（上下兩層岩石硬度不同）
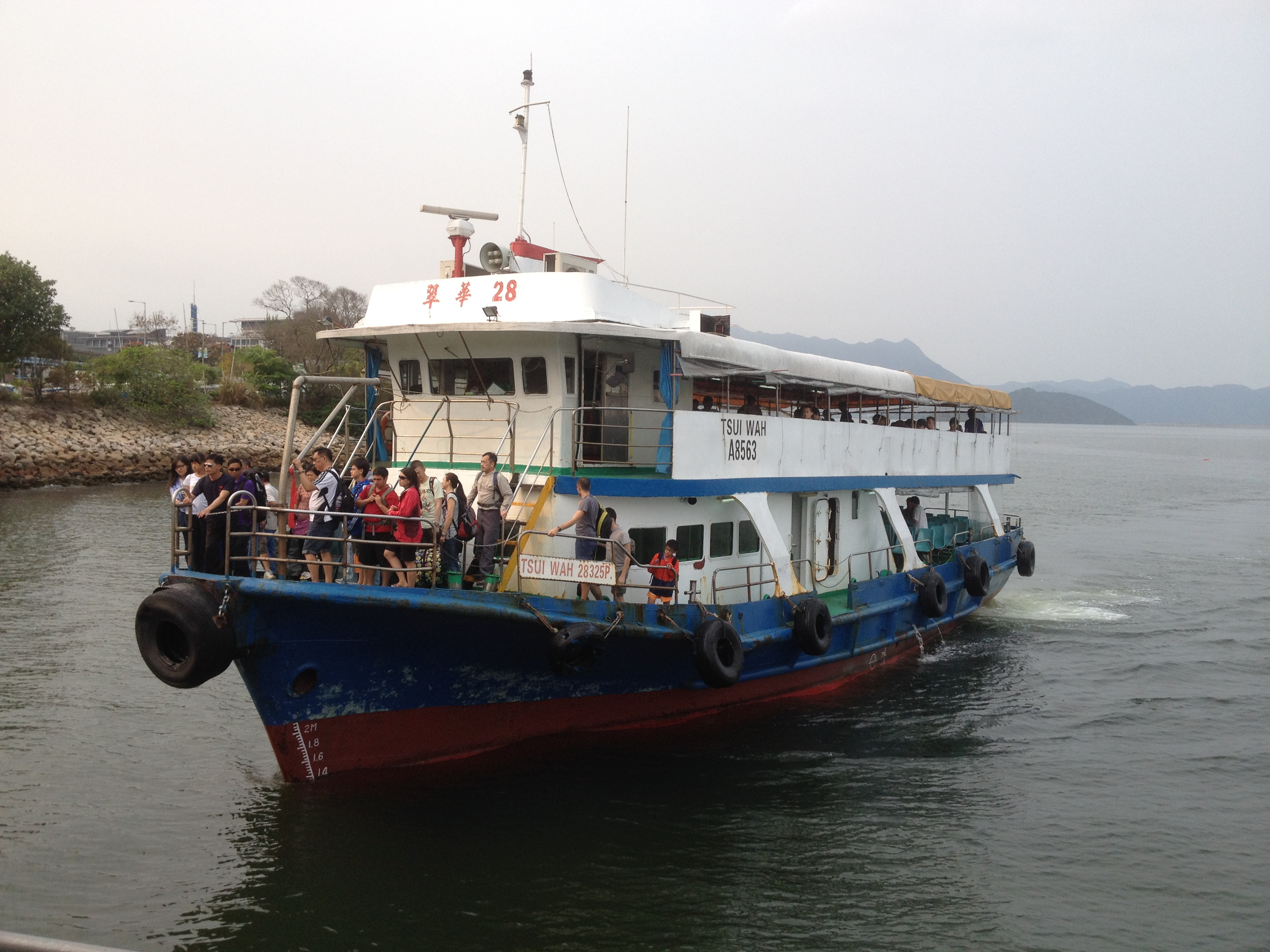
馬料水至東平洲航線的船隻

## 外部連結
- 東平洲 （页面存档备份，存于）
- 東平洲海岸公園 （页面存档备份，存于）
- 東平洲：頁岩 （页面存档备份，存于）
- 香港的東北部之平洲在2009年3月的影像 （页面存档备份，存于）
- 【隱世深度遊】遠走天涯海角 香港地質公園東平洲︱kennechu.info （页面存档备份，存于）